# Estrató de Làmpsac
Estrató de Làmpsac (en llatí Straton, en grec antic Στράτων), nascut entre el 340 aC i el 330 aC i mort el 268 aC o potser el 269 aC, va ser un important filòsof peripatètic nadiu de Làmpsac, tutor de Ptolemeu II Filadelf.
Es va encarregar de la direcció del Liceu després de la mort de Teofrast l'any 287 aC i es va preocupar principalment pels problemes de caràcter experimental, la influència dels quals es va notar en la medicina i la mecànica de la seva època. Va presidir l'escola durant 18 anys al final dels quals el va substituir Licó de Troas. Es va dedicar a l'estudi de la ciència natural i es va anomenar Physicus (Φυσικόρ). Ciceró diu que va descuidar la part més important de la filosofia, els aspectes de la moral i de la virtut, i l'acusa d'haver-se dedicat a l'estudi de la natura.
Diògenes Laerci dona una llarga llista de les seves obres, algunes sobre ètica, però la majoria de ciències físiques. Va separar el concepte de temps del de canvi o moviment i va afirmar que l'ànima no era immortal, sinó que estava lligada al cap.
Les opinions d'Estrató han donat lloc a polèmiques molt interessants però no hi ha prou informació per a arribar a bones conclusions. Del poc coneixement que es té de les seves opinions, extretes dels autors antics, sembla que defensava un sistema panteista que no es pot concretar en què consistia. Negava l'existència d'un déu fora de l'univers material i considerava que cada partícula de matèria tenia un poder plàstic i seminal, però sense sensació ni intel·ligència. Deia que la vida, la sensació i l'intel·lecte no són sinó formes, accidents i efectes de la matèria. Alguns escriptors moderns han considerat que Estrató va ser un precursor de Spinoza, mentre que altres veuen en el seu sistema una anticipació de la hipòtesi de les mònades.